# Campionato europeo maschile di pallacanestro Under-16 2019
Il 33º Campionato europeo di pallacanestro maschile Under-16 (noto anche come FIBA Europe Under-16 Championship 2019) si è svolto in Italia, presso Udine e Pasian di Prato, dal 9 al 17 agosto 2019.
Le prime cinque squadre si qualificano al Campionato mondiale maschile di pallacanestro Under-17 2020.

## Squadre partecipanti
- Bosnia ed Erzegovina  (2° Division B 2018)
- Croazia
- Estonia
- Francia
- Germania
- Grecia
- Israele
- Italia

- Lettonia
- Lituania
- Macedonia del Nord  (3° Division B 2018)
- Russia  (1° Division B 2018)
- Serbia
- Slovenia
- Spagna
- Turchia

## Primo turno
Le squadre sono divise in 4 gruppi da 4 squadre, con gironi all'italiana. Si qualificano tutte per la fase finale ad eliminazione diretta.

### Gruppo A
| Pos | Squadra  | G | V | P | PF  | PS  | DP  | Pt | Qualificazione       |
| --- | -------- | - | - | - | --- | --- | --- | -- | -------------------- |
| 1   | Italia   | 3 | 2 | 1 | 215 | 199 | +16 | 5  | Sedicesimi di finale |
| 2   | Russia   | 3 | 2 | 1 | 214 | 210 | +4  | 5  | Sedicesimi di finale |
| 3   | Croazia  | 3 | 2 | 1 | 184 | 198 | −14 | 5  | Sedicesimi di finale |
| 4   | Germania | 3 | 0 | 3 | 189 | 205 | −16 | 3  | Sedicesimi di finale |

1. 1 2 3  Italia - DP: +13 / Russia - DP: -1 / Croazia - DP: -12

| Giorno    | Squadra 1 | Risultato | Squadra 2 |
| --------- | --------- | --------- | --------- |
| 9 agosto  | Russia    | 58 – 65   | Croazia   |
| 9 agosto  | Italia    | 66 – 63   | Germania  |
| 10 agosto | Germania  | 65 – 70   | Russia    |
| 10 agosto | Croazia   | 50 – 69   | Italia    |
| 11 agosto | Germania  | 61 – 69   | Croazia   |
| 11 agosto | Russia    | 86 – 80   | Italia    |

### Gruppo B
| Pos | Squadra            | G | V | P | PF  | PS  | DP  | Pt | Qualificazione       |
| --- | ------------------ | - | - | - | --- | --- | --- | -- | -------------------- |
| 1   | Spagna             | 3 | 3 | 0 | 222 | 163 | +59 | 6  | Sedicesimi di finale |
| 2   | Israele            | 3 | 2 | 1 | 230 | 220 | +10 | 5  | Sedicesimi di finale |
| 3   | Macedonia del Nord | 3 | 1 | 2 | 211 | 213 | −2  | 4  | Sedicesimi di finale |
| 4   | Lettonia           | 3 | 0 | 3 | 160 | 227 | −67 | 3  | Sedicesimi di finale |

| Giorno    | Squadra 1          | Risultato    | Squadra 2          |
| --------- | ------------------ | ------------ | ------------------ |
| 9 agosto  | Macedonia del Nord | 57 – 61      | Spagna             |
| 9 agosto  | Lettonia           | 56 – 76      | Israele            |
| 10 agosto | Israele            | 99 – 90 (OT) | Macedonia del Nord |
| 10 agosto | Spagna             | 87 – 51      | Lettonia           |
| 11 agosto | Israele            | 55 – 74      | Spagna             |
| 11 agosto | Macedonia del Nord | 64 – 53      | Lettonia           |

### Gruppo C
| Pos | Squadra  | G | V | P | PF  | PS  | DP  | Pt | Qualificazione       |
| --- | -------- | - | - | - | --- | --- | --- | -- | -------------------- |
| 1   | Turchia  | 3 | 3 | 0 | 241 | 179 | +62 | 6  | Sedicesimi di finale |
| 2   | Lituania | 3 | 2 | 1 | 239 | 203 | +36 | 5  | Sedicesimi di finale |
| 3   | Slovenia | 3 | 1 | 2 | 184 | 202 | −18 | 4  | Sedicesimi di finale |
| 4   | Estonia  | 3 | 0 | 3 | 166 | 246 | −80 | 3  | Sedicesimi di finale |

| Giorno    | Squadra 1 | Risultato    | Squadra 2 |
| --------- | --------- | ------------ | --------- |
| 9 agosto  | Slovenia  | 52 – 74      | Turchia   |
| 9 agosto  | Lituania  | 94 – 56      | Estonia   |
| 10 agosto | Estonia   | 63 – 68      | Slovenia  |
| 10 agosto | Turchia   | 83 – 80 (OT) | Lituania  |
| 11 agosto | Estonia   | 47 – 84      | Turchia   |
| 11 agosto | Slovenia  | 64 – 65      | Lituania  |

### Gruppo D
| Pos | Squadra              | G | V | P | PF  | PS  | DP   | Pt | Qualificazione       |
| --- | -------------------- | - | - | - | --- | --- | ---- | -- | -------------------- |
| 1   | Francia              | 3 | 3 | 0 | 230 | 159 | +71  | 6  | Sedicesimi di finale |
| 2   | Serbia               | 3 | 2 | 1 | 221 | 185 | +36  | 5  | Sedicesimi di finale |
| 3   | Grecia               | 3 | 1 | 2 | 186 | 179 | +7   | 4  | Sedicesimi di finale |
| 4   | Bosnia ed Erzegovina | 3 | 0 | 3 | 142 | 256 | −114 | 3  | Sedicesimi di finale |

| Giorno    | Squadra 1            | Risultato | Squadra 2            |
| --------- | -------------------- | --------- | -------------------- |
| 9 agosto  | Bosnia ed Erzegovina | 38 – 102  | Francia              |
| 9 agosto  | Serbia               | 77 – 55   | Grecia               |
| 10 agosto | Grecia               | 77 – 43   | Bosnia ed Erzegovina |
| 10 agosto | Francia              | 69 – 67   | Serbia               |
| 11 agosto | Grecia               | 54 – 59   | Francia              |
| 11 agosto | Bosnia ed Erzegovina | 61 – 77   | Serbia               |

## Fase a eliminazione diretta

### Tabellone principale
|  | Ottavi di finale     | Ottavi di finale |           |    | Quarti di finale          | Quarti di finale          |           |           | Semifinali | Semifinali |  |  | Finale | Finale |
|  |                      |                  |           |    |                           |                           |           |           |            |            |  |  |        |        |
|  | 13 agosto            |                  |           |    |                           |                           |           |           |            |            |  |  |        |        |
|  |                      |                  |           |    |                           |                           |           |           |            |            |  |  |        |        |
|  | Italia               | 82               |           |    |                           |                           |           |           |            |            |  |  |        |        |
|  | Italia               | 82               | 14 agosto |    |                           |                           |           |           |            |            |  |  |        |        |
|  | Lettonia             | 62               |           |    |                           |                           |           |           |            |            |  |  |        |        |
|  | Lettonia             | 62               | Italia    | 64 |                           |                           |           |           |            |            |  |  |        |        |
|  | 13 agosto            |                  | Italia    | 64 |                           |                           |           |           |            |            |  |  |        |        |
|  |                      | Grecia           | 63        |    |                           |                           |           |           |            |            |  |  |        |        |
|  | Lituania             | Grecia           | 63        | 56 |                           |                           |           |           |            |            |  |  |        |        |
|  | Lituania             |                  | 16 agosto | 56 |                           |                           |           |           |            |            |  |  |        |        |
|  | Grecia               | 67               |           |    |                           |                           |           |           |            |            |  |  |        |        |
|  | Grecia               | 67               | Italia    | 56 |                           |                           |           |           |            |            |  |  |        |        |
|  | 13 agosto            |                  | Italia    | 56 |                           |                           |           |           |            |            |  |  |        |        |
|  |                      | Francia          | 73        |    |                           |                           |           |           |            |            |  |  |        |        |
|  | Israele              | Francia          | 73        | 65 |                           |                           |           |           |            |            |  |  |        |        |
|  | Israele              | 14 agosto        |           | 65 |                           |                           |           |           |            |            |  |  |        |        |
|  | Croazia              | 66               |           |    |                           |                           |           |           |            |            |  |  |        |        |
|  | Croazia              | 66               | Croazia   | 78 |                           |                           |           |           |            |            |  |  |        |        |
|  | 13 agosto            |                  | Croazia   | 78 |                           |                           |           |           |            |            |  |  |        |        |
|  |                      | Francia          | 80        |    |                           |                           |           |           |            |            |  |  |        |        |
|  | Francia              | Francia          | 80        | 70 |                           |                           |           |           |            |            |  |  |        |        |
|  | Francia              |                  | 17 agosto | 70 |                           |                           |           |           |            |            |  |  |        |        |
|  | Estonia              | 44               |           |    |                           |                           |           |           |            |            |  |  |        |        |
|  | Estonia              | 44               | Francia   | 61 |                           |                           |           |           |            |            |  |  |        |        |
|  | 13 agosto            |                  | Francia   | 61 |                           |                           |           |           |            |            |  |  |        |        |
|  |                      | Spagna           | 70        |    |                           |                           |           |           |            |            |  |  |        |        |
|  | Russia               | Spagna           | 70        | 70 |                           |                           |           |           |            |            |  |  |        |        |
|  | Russia               | 14 agosto        |           | 70 |                           |                           |           |           |            |            |  |  |        |        |
|  | Macedonia del Nord   | 45               |           |    |                           |                           |           |           |            |            |  |  |        |        |
|  | Macedonia del Nord   | 45               | Russia    | 73 |                           |                           |           |           |            |            |  |  |        |        |
|  | 13 agosto            |                  | Russia    | 73 |                           |                           |           |           |            |            |  |  |        |        |
|  |                      | Turchia          | 70        |    |                           |                           |           |           |            |            |  |  |        |        |
|  | Turchia              | Turchia          | 70        | 87 |                           |                           |           |           |            |            |  |  |        |        |
|  | Turchia              |                  | 16 agosto | 87 |                           |                           |           |           |            |            |  |  |        |        |
|  | Bosnia ed Erzegovina | 65               |           |    |                           |                           |           |           |            |            |  |  |        |        |
|  | Bosnia ed Erzegovina | 65               | Russia    | 53 |                           |                           |           |           |            |            |  |  |        |        |
|  | 13 agosto            |                  | Russia    | 53 |                           |                           |           |           |            |            |  |  |        |        |
|  |                      | Spagna           | 81        |    | Finale per il terzo posto | Finale per il terzo posto |           |           |            |            |  |  |        |        |
|  | Spagna               | Spagna           | 81        | 62 | Finale per il terzo posto | Finale per il terzo posto |           |           |            |            |  |  |        |        |
|  | Spagna               | 14 agosto        | 14 agosto | 62 |                           |                           | 17 agosto | 17 agosto |            |            |  |  |        |        |
|  | Germania             | 14 agosto        | 14 agosto | 60 |                           |                           | 17 agosto | 17 agosto |            |            |  |  |        |        |
|  | Germania             | Spagna           | 72        | 60 | Italia                    | 73                        |           |           |            |            |  |  |        |        |
|  | 13 agosto            | Spagna           | 72        |    | Italia                    | 73                        |           |           |            |            |  |  |        |        |
|  |                      | Serbia           | 71        |    | Russia                    | 68                        |           |           |            |            |  |  |        |        |
|  | Serbia               | Serbia           | 71        | 67 | Russia                    | 68                        |           |           |            |            |  |  |        |        |
|  | Serbia               |                  |           | 67 |                           |                           |           |           |            |            |  |  |        |        |
|  | Slovenia             | 64               |           |    |                           |                           |           |           |            |            |  |  |        |        |
|  | Slovenia             | 64               |           |    |                           |                           |           |           |            |            |  |  |        |        |

### Risultati

#### Ottavi di finale
| Arbitri: | Marius Ciulin Vladimir Jevtović Igor Esteve |

|                        |          |                          |
| Spagnolo, Marangoni 18 | Punti    | 18 Farenhorsts           |
| Spagnolo 8             | Assist   | 3 Farenhorsts, Gedrovics |
| Spagnolo 12            | Rimbalzi | 14 Grimbergs             |

| Arbitri: | Sinisa Herceg Radomir Vojinović Nemanja Ninković |

|                        |          |               |
| Baltrusaitis 13        | Punti    | 20 Mantzoukas |
| Murauskas, Sargiunas 3 | Assist   | 5 Bazinas     |
| Baltrusaitis 12        | Rimbalzi | 9 Bazinas     |

| Arbitri: | Fernando Calatrava Charalampos Karakatsounis Urfan Bayramli |

|              |          |              |
| Sharp 29     | Punti    | 27 Z. Ivišić |
| Gol, Taub 5  | Assist   | 6 Pleadin    |
| Gol, Sharp 7 | Rimbalzi | 19 T. Ivišić |

| Arbitri: | Marko Vučković Bojan Jovanić Vladimir Zanev |

|              |          |           |
| A. Traoré 23 | Punti    | 11 Kuuba  |
| De Sousa 6   | Assist   | 5 Reinart |
| Dessert 11   | Rimbalzi | 9 Veesaar |

| Arbitri: | Tanel Suslov Beniamino Attard Pavel Fuska |

|             |          |                    |
| Rumsha 12   | Punti    | 14 Mitrevski       |
| Evdokimov 6 | Assist   | 3 Mitrevski, Nakov |
| Panov 11    | Rimbalzi | 6 Velichkovski     |

| Arbitri: | Juozas Barkauskas Igor Mitrovski Mbaye Seye |

|               |          |          |
| Tuna, Turk 14 | Punti    | 13 Mulić |
| Peksari 8     | Assist   | 3 Milić  |
| Bona 16       | Rimbalzi | 4 Čović  |

| Arbitri: | Zdravko Rutešić Andrei Sharapa Aleksander Pavlov |

|              |          |             |
| Domínguez 15 | Punti    | 12 Schroder |
| Núñez 6      | Assist   | 6 Rataj     |
| León 9       | Rimbalzi | 10 Hanzalek |

| Arbitri: | Mehmet Sahin Alexej Davydov Alexandre Deman |

|                        |          |             |
| Belić 22               | Punti    | 22 Klavzar  |
| Petrović, Stefanović 3 | Assist   | 3 Ivankovic |
| Radovanović 14         | Rimbalzi | 15 Ciani    |

#### Quarti di finale
| Arbitri: | Fernando Calatrava Radomir Vojinović Nemanja Ninković |

|            |          |                   |
| Casarin 20 | Punti    | 18 Oikonomopoulos |
| Casarin 5  | Assist   | 4 Oikonomopoulos  |
| Onojaife 9 | Rimbalzi | 12 Mantzoukas     |

| Arbitri: | Mehmet Sahin Alexej Davydov Pavel Fuska |

|           |          |               |
| Ivišić 25 | Punti    | 18 Traoré     |
| Klarin 10 | Assist   | 7 Mienandi    |
| Santić 10 | Rimbalzi | 21 Wembanyama |

| Arbitri: | Sinisa Herceg Vladimir Jevtović Alexandre Deman |

|                        |          |           |
| Kolosov 28             | Punti    | 15 Yilmaz |
| Mozharovskiy, Rumsha 6 | Assist   | 5 Tuna    |
| Niagu 10               | Rimbalzi | 11 Turk   |

| Arbitri: | Marius Ciulin Andrei Sharapa Beniamino Attard |

|           |          |                           |
| Núñez 19  | Punti    | 28 Belić                  |
| Núñez 4   | Assist   | 2 Milijašević, Stefanović |
| Caicedo 8 | Rimbalzi | 14 Belić                  |

#### Semifinale
| Arbitri: | Mehmet Sahin Charalampos Karakatsounis Radomir Vojinović |

|                 |          |                 |
| Kolosov 16      | Punti    | 19 Domínguez    |
| Mozharovskiy 3  | Assist   | 6 Domínguez     |
| tre giocatori 7 | Rimbalzi | 6 León, Naspler |

| Arbitri: | Sinisa Herceg Andrei Sharapa Zdravko Rutešić |

|                 |          |                     |
| Spagnolo 16     | Punti    | 17 Dieng            |
| Fiusco 4        | Assist   | 5 Dieng, Wembanyama |
| tre giocatori 5 | Rimbalzi | 13 Wenbanyama       |

#### Finali
| Arbitri: | Tanev Suslov Marko Vučković Alexandre Deman |

|                      |          |             |
| Casarin 14           | Punti    | 20 Niagu    |
| Casarin 6            | Assist   | 6 Evdokimov |
| Onojaife, Spagnolo 6 | Rimbalzi | 13 Niagu    |

| Arbitri: | Marius Ciulin Beniamino Attard Vladimir Jevtović |

|                                |          |                   |
| Dieng, A. Traoré, Y. Traoré 10 | Punti    | 21 Caicedo, Núñez |
| Bal 2                          | Assist   | 3 Núñez, Peraire  |
| Wembanyama 12                  | Rimbalzi | 6 Núñez           |

### Tabellone per il 5º-8º posto
|  | Semifinali 5º/8º posto | Semifinali 5º/8º posto | Semifinali 5º/8º posto |         |        | Finale 5º posto | Finale 5º posto | Finale 5º posto |  |
|  |                        |                        |                        |         |        |                 |                 |                 |  |
|  | Grecia                 | Grecia                 | 92                     |         |        |                 |                 |                 |  |
|  | Grecia                 | Grecia                 | 92                     |         |        |                 |                 |                 |  |
|  | Croazia                | Croazia                | 83                     |         |        |                 |                 |                 |  |
|  | Croazia                | Croazia                | 83                     |         | Grecia | Grecia          | 62              |                 |  |
|  |                        |                        |                        |         | Grecia | Grecia          | 62              |                 |  |
|  |                        |                        | Turchia                | Turchia | 75     |                 |                 |                 |  |
|  | Turchia                | Turchia                | Turchia                | Turchia | 75     | 74              |                 |                 |  |
|  | Turchia                | Turchia                |                        |         |        | 74              |                 |                 |  |
|  | Serbia                 | Serbia                 | 65                     |         |        | Finale 7º posto | Finale 7º posto | Finale 7º posto |  |
|  | Serbia                 | Serbia                 | 65                     |         |        |                 |                 |                 |  |
|  |                        |                        |                        |         |        |                 |                 |                 |  |
|  |                        |                        |                        |         |        | Croazia         | Croazia         | 81              |  |
|  |                        |                        |                        |         |        | Croazia         | Croazia         | 81              |  |
|  |                        |                        |                        |         |        | Serbia          | Serbia          | 99              |  |

#### Risultati

##### Semifinali
| Arbitri: | Fernando Calatrava Alexey Dalydov Juozas Barkauskas |

|         |          |          |
| Bona 19 | Punti    | 18 Belić |
| Tuna 4  | Assist   | 4 Belić  |
| Bona 14 | Rimbalzi | 14 Belić |

| Arbitri: | Marius Ciulin Tanel Suslov Alexandre Deman |

|                   |          |            |
| Oikonomopoulos 22 | Punti    | 24 Pleadin |
| Bazinas 11        | Assist   | 8 Brala    |
| Mantzoukas 11     | Rimbalzi | 8 Brala    |

##### Finali
| Arbitri: | Mehmet Sahin Charalampos Karakatsounis Igor Esteve |

|            |          |             |
| Pleadin 26 | Punti    | 34 Belić    |
| Klarin 7   | Assist   | 7 Branković |
| Pleadin 26 | Rimbalzi | 9 Branković |

| Arbitri: | Sinisa Herceg Fernando Calatrava Zdravko Rutesic |

|               |          |         |
| Mantzoukas 19 | Punti    | 20 Bona |
| Bazinas 6     | Assist   | 9 Tuna  |
| Mantzoukas 10 | Rimbalzi | 11 Bona |

### Tabellone dal 9º al 16º posto
|  | Quarti di finale 9º/16º posto | Quarti di finale 9º/16º posto |                    |                    | Semifinali 9º/12º posto | Semifinali 9º/12º posto |  |  | Finale 9º posto | Finale 9º posto |
|  |                               |                               |                    |                    |                         |                         |  |  |                 |                 |
|  |                               |                               |                    |                    |                         |                         |  |  |                 |                 |
|  |                               |                               |                    |                    |                         |                         |  |  |                 |                 |
|  | Israele                       | 83                            |                    |                    |                         |                         |  |  |                 |                 |
|  | Israele                       | 83                            |                    |                    |                         |                         |  |  |                 |                 |
|  | Estonia                       | 53                            |                    |                    |                         |                         |  |  |                 |                 |
|  | Estonia                       | 53                            | Israele            | 80                 |                         |                         |  |  |                 |                 |
|  |                               |                               | Israele            | 80                 |                         |                         |  |  |                 |                 |
|  |                               | Lituania                      | 93                 |                    |                         |                         |  |  |                 |                 |
|  | Lettonia                      | Lituania                      | 93                 | 63                 |                         |                         |  |  |                 |                 |
|  | Lettonia                      |                               |                    | 63                 |                         |                         |  |  |                 |                 |
|  | Lituania                      | 93                            |                    |                    |                         |                         |  |  |                 |                 |
|  | Lituania                      | 93                            | Lituania           | 91                 |                         |                         |  |  |                 |                 |
|  |                               |                               | Lituania           | 91                 |                         |                         |  |  |                 |                 |
|  |                               | Slovenia                      | 77                 |                    |                         |                         |  |  |                 |                 |
|  | Macedonia del Nord            | Slovenia                      | 77                 | 76                 |                         |                         |  |  |                 |                 |
|  | Macedonia del Nord            |                               |                    | 76                 |                         |                         |  |  |                 |                 |
|  | Bosnia ed Erzegovina          | 64                            |                    |                    |                         |                         |  |  |                 |                 |
|  | Bosnia ed Erzegovina          | 64                            | Macedonia del Nord | 80                 | Finale 11º posto        | Finale 11º posto        |  |  |                 |                 |
|  |                               |                               | Macedonia del Nord | 80                 | Finale 11º posto        | Finale 11º posto        |  |  |                 |                 |
|  |                               | Slovenia                      | 87                 |                    |                         |                         |  |  |                 |                 |
|  | Germania                      | Slovenia                      | 87                 | 65                 | Israele                 | 83                      |  |  |                 |                 |
|  | Germania                      |                               |                    | 65                 | Israele                 | 83                      |  |  |                 |                 |
|  | Slovenia                      | 72                            |                    | Macedonia del Nord | 72                      |                         |  |  |                 |                 |
|  | Slovenia                      | 72                            |                    |                    | 72                      |                         |  |  |                 |                 |
|  |                               |                               |                    |                    |                         |                         |  |  |                 |                 |
|  |                               |                               |                    |                    |                         |                         |  |  |                 |                 |

### Risultati

#### Quarti di finale
| Arbitri: | Tanel Suslov Juozas Barbauskas Igor Esteve |

|              |          |          |
| Rataj 16     | Punti    | 19 Ciani |
| Hanzalek 8   | Assist   | 4 Mirtič |
| Richardson 9 | Rimbalzi | 15 Ciani |

| Arbitri: | Marko Vučković Urfan Bayramlı Mbaye Seye |

|              |          |            |
| Mitrevski 25 | Punti    | 15 Mulić   |
| Mitrevski 5  | Assist   | 4 Puce     |
| Nakov 9      | Rimbalzi | 10 Bojanić |

| Arbitri: | Zdravko Rutešić Igor Mitrovski Aleksander Pavlov |

|          |          |         |
| Sharp 27 | Punti    | 14 Kilk |
| Taub 8   | Assist   | 3 Kuuba |
| Taub 9   | Rimbalzi | 11 Sepp |

| Arbitri: | Charalampos Karakatsounis Bojan Jovanić Vladimir Zanev |

|                |          |             |
| Teirumnieks 15 | Punti    | 17 Kojenets |
| Teirumnieks 4  | Assist   | 7 Sargiunas |
| Grimbergs 6    | Rimbalzi | 8 Murauskas |

#### Semifinale
| Arbitri: | Igor Mitrovski Nemanja Ninković Bojan Jovanić |

|                       |          |               |
| Murauskas 23          | Punti    | 29 Sharp      |
| Lelevičius, Kneižys 6 | Assist   | 5 Maman, Taub |
| Butkus 10             | Rimbalzi | 12 Sharp      |

| Arbitri: | Pavel Fuska Igor Esteve Mbaye Seye |

|                |          |                      |
| Memed 28       | Punti    | 23 Križanič          |
| Memed, Nakov 5 | Assist   | 4 Ivankovič, Klavžar |
| Simić 9        | Rimbalzi | 13 Ciani             |

#### Finali
| Arbitri: | Alexej Davydov Juozas Barbauskas Urfan Bayramli |

|              |          |                |
| Sharp 24     | Punti    | 20 Nakov       |
| Taub 6       | Assist   | 3 Nakov, Simić |
| Gol, Sharp 7 | Rimbalzi | 9 Nakov        |

| Arbitri: | Pavel Fuska Bojan Jovanić Mbaye Seye |

|              |          |             |
| Murauskas 16 | Punti    | 18 Klavžar  |
| Sargiūnas 7  | Assist   | 3 Ivankovič |
| Jocius 5     | Rimbalzi | 9 Ciani     |

### Tabellone per il 13º-16º posto
|  | Semifinali 13º/16º posto | Semifinali 13º/16º posto | Semifinali 13º/16º posto |          |          | Finale 13º posto     | Finale 13º posto     | Finale 13º posto |  |
|  |                          |                          |                          |          |          |                      |                      |                  |  |
|  | Estonia                  | Estonia                  | 62                       |          |          |                      |                      |                  |  |
|  | Estonia                  | Estonia                  | 62                       |          |          |                      |                      |                  |  |
|  | Lettonia                 | Lettonia                 | 71                       |          |          |                      |                      |                  |  |
|  | Lettonia                 | Lettonia                 | 71                       |          | Lettonia | Lettonia             | 79                   |                  |  |
|  |                          |                          |                          |          | Lettonia | Lettonia             | 79                   |                  |  |
|  |                          |                          | Germania                 | Germania | 67       |                      |                      |                  |  |
|  | Bosnia ed Erzegovina     | Bosnia ed Erzegovina     | Germania                 | Germania | 67       | 58                   |                      |                  |  |
|  | Bosnia ed Erzegovina     | Bosnia ed Erzegovina     |                          |          |          | 58                   |                      |                  |  |
|  | Germania                 | Germania                 | 97                       |          |          | Finale 15º posto     | Finale 15º posto     | Finale 15º posto |  |
|  | Germania                 | Germania                 | 97                       |          |          |                      |                      |                  |  |
|  |                          |                          |                          |          |          |                      |                      |                  |  |
|  |                          |                          |                          |          |          | Estonia              | Estonia              | 63               |  |
|  |                          |                          |                          |          |          | Estonia              | Estonia              | 63               |  |
|  |                          |                          |                          |          |          | Bosnia ed Erzegovina | Bosnia ed Erzegovina | 55               |  |

#### Risultati

##### Semifinali
| Arbitri: | Beniamino Attard Vladimir Zanev Urfan Bayramli |

|                   |          |             |
| Bojanić, Colak 12 | Punti    | 22 Patrick  |
| Ješić, Rebić 3    | Assist   | 4 Wulff     |
| Bojanić 7         | Rimbalzi | 8 Brockhoff |

| Arbitri: | Marko Vučković Vladimir Jevtović Aleksander Pavlov |

|                 |          |                 |
| Arbidans 17     | Punti    | 17 Kuusmaa      |
| tre giocatori 4 | Assist   | 4 Kuusmaa       |
| Arbidans 7      | Rimbalzi | 8 Reinart, Sepp |

##### Finali
| Arbitri: | Andrei Sharapa Aleksander Pavlov Vladimir Zanev |

|            |          |              |
| Veesaar 18 | Punti    | 13 Radinović |
| Reinart 5  | Assist   | 3 Bojanić    |
| Veesaar 12 | Rimbalzi | 13 Bojanić   |

| Arbitri: | Radomir Vojinović Igor Mitrovski Nemanja Ninković |

|               |          |               |
| Briedis 17    | Punti    | 13 Hanzalek   |
| Farenhorsts 7 | Assist   | 7 Hanzalek    |
| Briedis 10    | Rimbalzi | 11 Richardson |

## Classifica finale
| Campione d'Europa        | Campione d'Europa    | Campione d'Europa |
| ------------------------ | -------------------- | ----------------- |
| Spagna                   |                      |                   |
| Argento                  | Francia              |                   |
| Bronzo                   | Italia               |                   |
| 4.                       | Russia               |                   |
| 5.                       | Turchia              |                   |
| 6.                       | Grecia               |                   |
| 7.                       | Serbia               |                   |
| 8.                       | Croazia              |                   |
| 9.                       | Lituania             |                   |
| 10.                      | Slovenia             |                   |
| 11.                      | Israele              |                   |
| 12.                      | Macedonia del Nord   |                   |
| 13.                      | Lettonia             |                   |
| Retrocesse in Division B |                      |                   |
| 14.                      | Germania             |                   |
| 15.                      | Estonia              |                   |
| 16.                      | Bosnia ed Erzegovina |                   |

## Statistiche

### Individuali
Punti
| Pos. | Nome             | PPG  |
| ---- | ---------------- | ---- |
| 1    | Emanuel Sharp    | 25.0 |
| 2    | Andrej Mitrevski | 19.0 |
| 3    | Matija Belić     | 18.7 |
| 4    | Duje Brala       | 16.6 |
| 5    | Matteo Spagnolo  | 16.3 |

Rimbalzi
| Pos. | Nome            | RPG  |
| ---- | --------------- | ---- |
| 1    | Saša Ciani      | 11.4 |
| 2    | Adem Bona       | 10.3 |
| 3    | Matija Belić    | 10.1 |
| 4    | Iaroslav Niagu  | 9.9  |
| 5    | Tomislav Ivisic | 9.6  |

Assist
| Pos. | Nome               | APG |
| ---- | ------------------ | --- |
| 1    | Nir Taub           | 6.1 |
| 2    | Athanasios Bazinas | 5.4 |
| 3    | Titas Sargiunas    | 5.0 |
| 4    | Batin Tuna         | 4.9 |
| 5    | Valters Briedis    | 4.4 |

Palle rubate
| Pos. | Nome             | SPG |
| ---- | ---------------- | --- |
| 1    | Ofek Gol         | 3.7 |
| 2    | Ben Shlomo Maman | 3.3 |
| 3    | Toni Naspler     | 3.0 |
| 3    | Matteo Spagnolo  | 3.0 |
| 5    | Omer Ege Peksari | 2.6 |

Stoppate
| Pos. | Nome              | BPG |
| ---- | ----------------- | --- |
| 1    | Victor Wembanyama | 5.3 |
| 2    | Adem Bona         | 4.0 |
| 3    | Saša Ciani        | 3.0 |
| 4    | Tomislav Ivisic   | 2.4 |
| 5    | Oleg Kojenets     | 1.7 |

Fonte: (EN) playerstats, in FIBA/Europe.

## Premi
MVP
- Rubén Domínguez[1]

Miglior quintetto del torneo
- Playmaker:  Juan Núñez
- Guardia:  Matteo Spagnolo
- Ala piccola:  Rubén Domínguez
- Ala grande:  Adem Bona
- Centro:  Victor Wembanyama